# HR Большой Медведицы
HR Большой Медведицы (лат. HR Ursae Majoris), HD 100284 — двойная затменная переменная звезда типа Алголя (EA) в созвездии Большой Медведицы на расстоянии приблизительно 726 световых лет (около 223 парсеков) от Солнца. Видимая звёздная величина звезды — от +9,02m до +8,7m.

## Характеристики
Первый компонент — жёлто-белая звезда спектрального класса F8. Эффективная температура — около 6886 К.